# Öves nyelespöfeteg
Az öves nyelespöfeteg (Tulostoma brumale) a csiperkefélék családjába tartozó, Európában honos, homokos talajú gyepekben élő, nem ehető gombafaj. 

## Megjelenése
Az öves nyelespöfeteg termőteste feji és tönki részre válik szét. A fej gömbölyű, kb. 1 x 0,8 cm méretű, a csúcsán csőrszerű, gyengén, szabálytalanul fogazott, barnán pillás perisztómium található, amelyet barna gyűrű övez. A külső burok (exoperídium) hamar lekopik; a belső burok (endoperídium) krémszínű, idősen szürkésokkerre sötétedik.
A tönkrész 2-4 cm magas és 0,2-0,3 cm vastag, Anyaga rostos, színe fehérestől okkerbarnásig változik, felszínét barnás-vörösbarnás pikkelyek fedik.
A termőréteg (tráma) a fejrész belsejében található. Húsa fiatalon kemény és fehér, később megbarnul és porszerűvé válik. Az érett spórák a perisztómiumon át távoznak. Szaga és íze nem jellegzetes.
Spórapora halvány vöröses-sárgás. Spórája gömb alakú, finoman szemcsés felületű, mérete 4-5 x 3,5-4 µm.

### Hasonló fajok
Más Tulostoma fajokkal téveszthető össze. 

## Elterjedése és termőhelye
Európában honos. Magyarországon helyenként gyakori. 
Homokos, kavicsos talajon, száraz gyepekben, útszélen, kertekben, tengerpartokon él. Áprilistól októberig terem.  

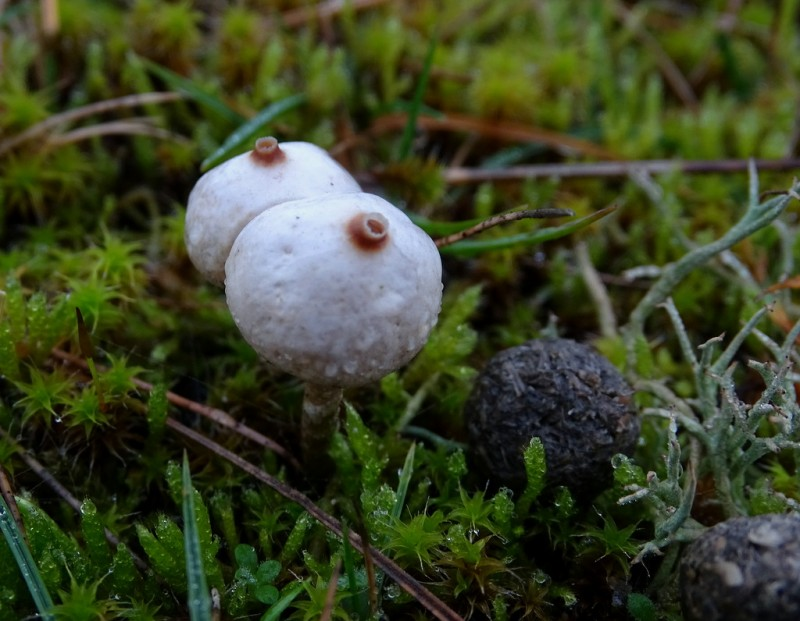
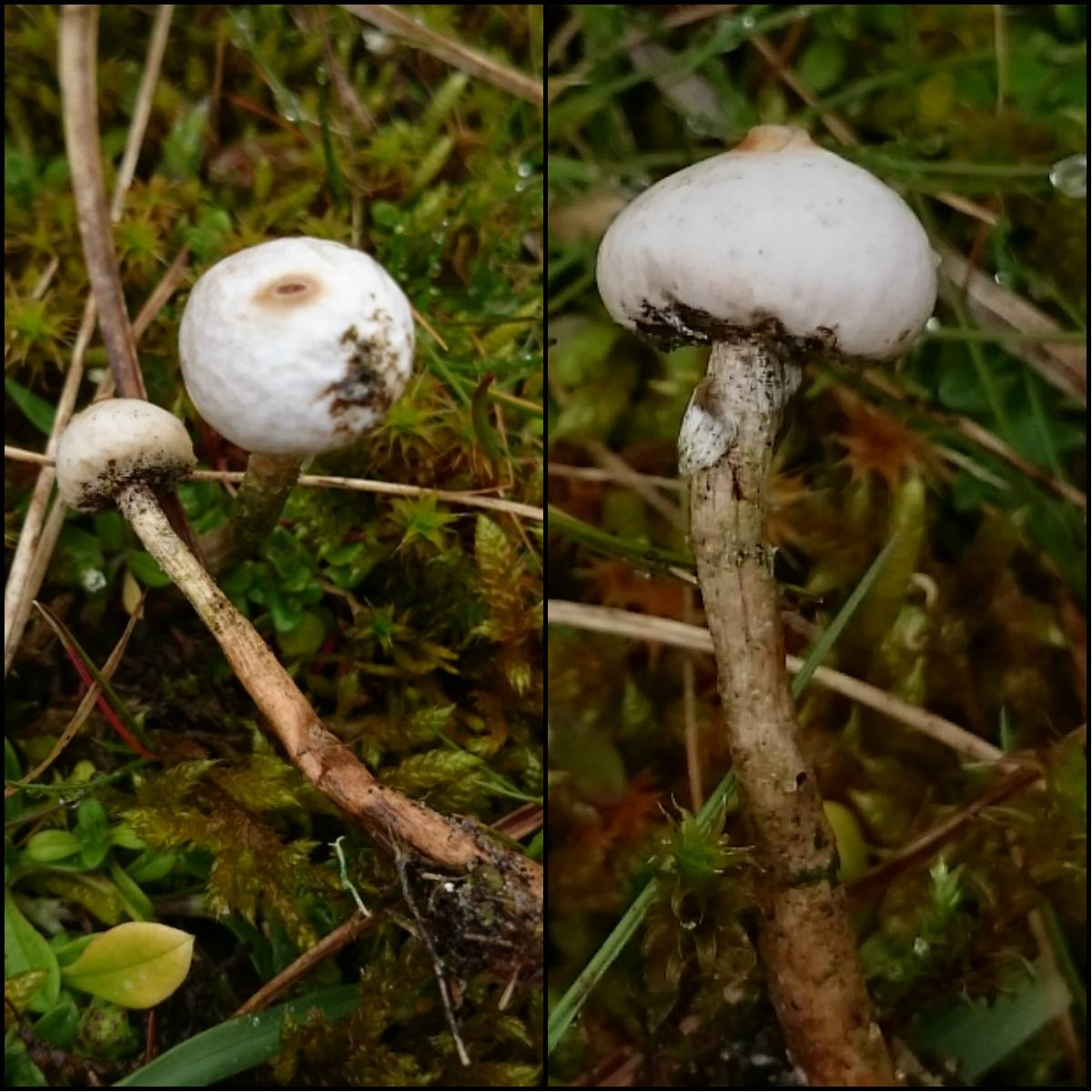
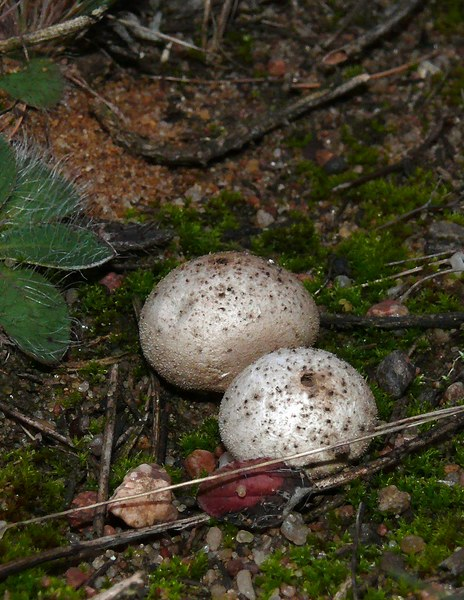
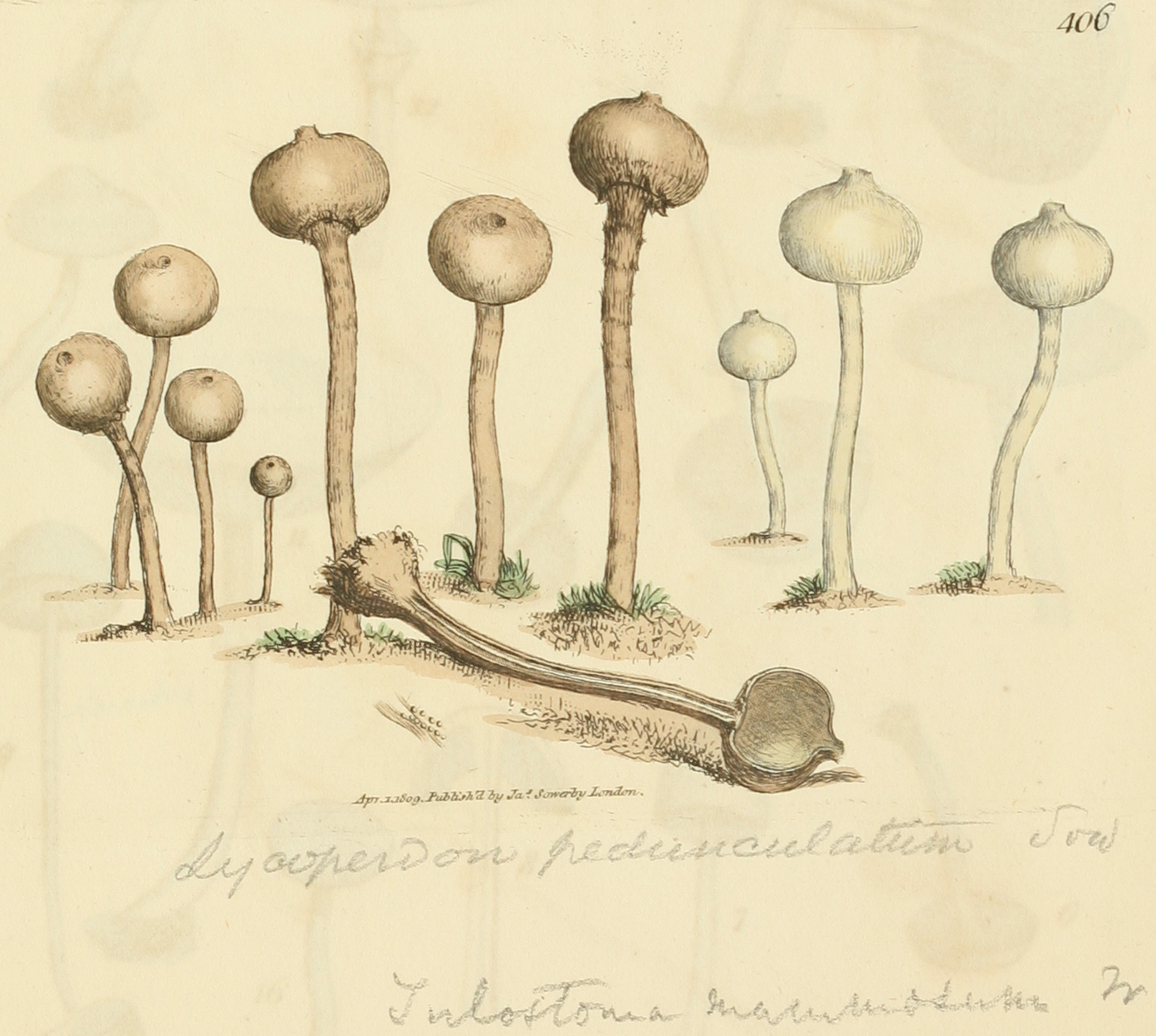

Nem ehető. 